# Váradi Eszter Sára
Váradi Eszter Sára (?, 1980 k. –) magyar színésznő, a székesfehérvári Vörösmarty Színház társulatának tagja.

## Pályafutása

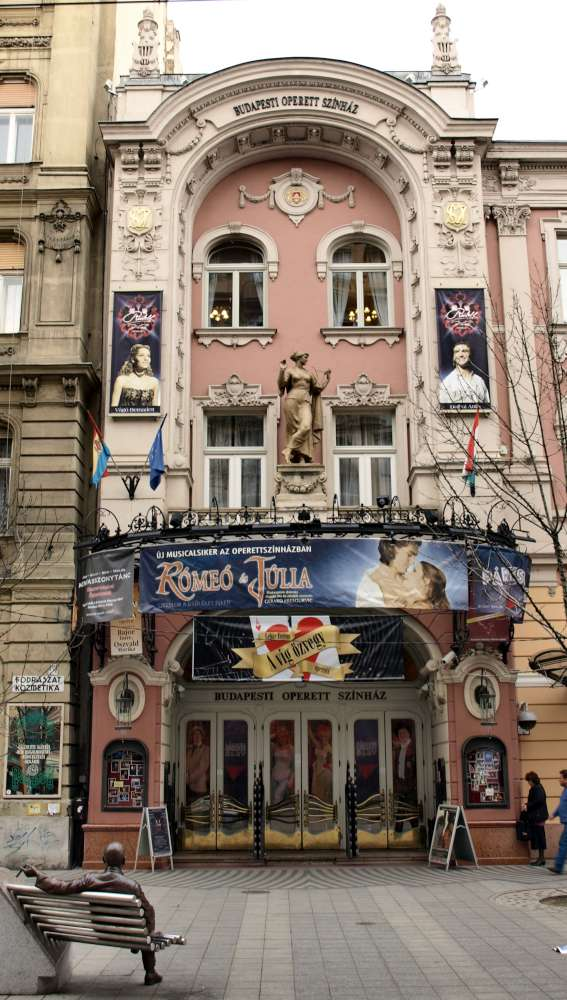
A Budapesti Operettszínház Színészképző stúdiójában tanult

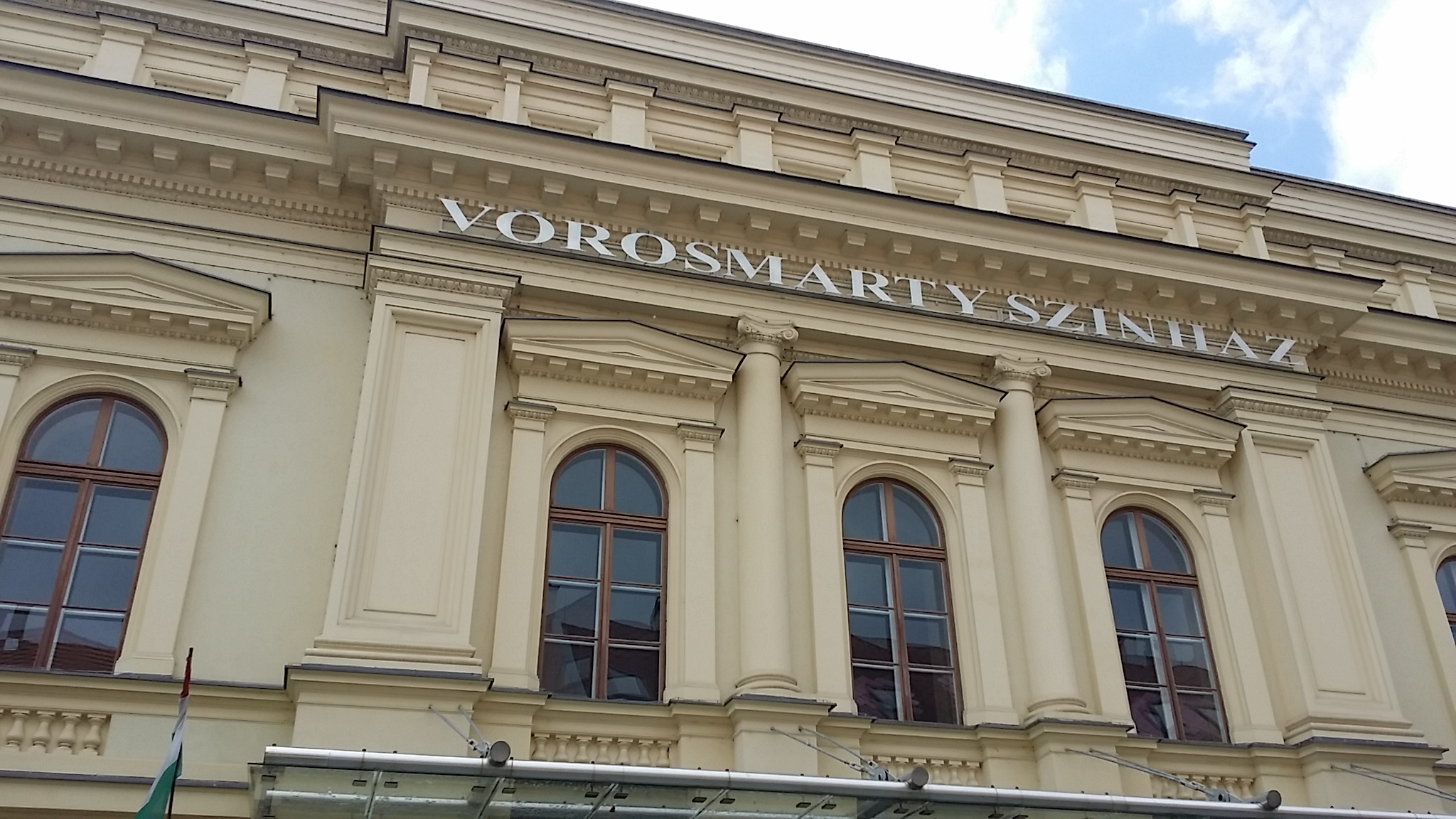
1998-ban szerződtették a székesfehérvári Vörösmarty Színházhoz

A Budapesti Operettszínház Színészképző stúdiójában 1998-ban végzett, s abban az évben, még a záróvizsga előtt szerződtették a székesfehérvári Vörösmarty Színház társulatához, amelynek a mai napig tagja.
Kisebb-nagyobb szerepeket játszott pályafutása elején a Vidám Színpadon, a Játékszínben, a Budapesti Operettszínházban, anyaszínháza mellett fellépett – többek között – a Budaörsi Latinovits Színházban, a Veszprémi Petőfi Színházban, a Budapesti Kamaraszínházban.

## Magánélete
Férje Csontos Balázs, aki szintén a székesfehérvári Vörösmarty Színházban dolgozott fővilágosítóként, majd átigazolt a budapesti Vígszínházhoz, ahol jelenleg is vezető világítástervezőként dolgozik. 2010-ben született gyermekük: Marci.

## Fontosabb szerepei
- Dés–Böhm–Horváth–Korcsmáros: Valahol Európában – Suhanc
- Eisemann–Harsányi–Zágon: XIV.René – Henriett
- Presser–Fejes: Jó estét nyár, jó estét szerelem – Fodrászlány
- W.Gibson: Libikóka – Gittel Mosca
- Feydeau–Schwajda–Fekete: Egy hölgy a Maximból – Clotilde du Clé
- Shakespeare: Lóvátett lovagok – Katharine
- Bock–Stein–Harwick: Hegedűs a háztetőn – Chava
- Magni–Zapponi: Legyetek jók ha tudtok – Leonetta
- Eisemann–Szilágyi: Tokaji aszú – Viola
- Michael Stewart: Szeretem a feleségem – Cleo
- Kacsóh–Heltai–Bakonyi: János vitéz – Francia királykisasszony
- Mészőly G.: Hoppárézimi – Judy
- Shakespeare: Szeget szeggel – Marianna
- Huszka J.: Lili bárónő – Clarisse
- Szomor–Szurdi–Valla: Diótörő és egérkirály – Szakács baba
- Vadnai L.–Békeffi I.–Márkus A.: Tisztelt ház – Halmi Vera
- Heltai J.: Bernát – Cziczay Panni
- Legentov: Nem bánok semmit sem – Edit Piaf
- Kálmán I.: Cirkuszhercegnő – Mabel
- László M.: Illatszertár – Molnár kisasszony
- Scott McPherson: Marvin szobája – Lee
- Ábrahám–Földes–Marmath: Viktória – Ach Wong
- Márquez–Schwajda: Száz év magány – Amaranta
- Szép Ernő: Vőlegény – Duci
- Turgenyev: Egy hónap falun – Kátya
- Georges Feydeau: Bolha a fülbe – Antoanette

## Rendezései
- Látta-e már Budapestet éjjel (Bal Négyes Páholy, 2006)
- Kálmán Imre Operett Gála (Pelikán Udvar, 2007)
- Szilveszteri Operett Gála (Vörösmarty Színház, 2007)
- Bor, mámor, szerelem című zenés előadás (2010)

## Díjai
- 2002. Pro Theatro Civitatis Albae Regalis (Fehérvár Színházért)-díj
- 2005. Aranyalma-díj (a Fejér Megyei Hírlap szavazatai alapján az év legjobb színésze)

## Külföldi sikere
Edith Piaf-estjével Los Angelesben, a Dél-Kaliforniai Magyar Színházban lépett fel 2013-ban.